# 梅姆河畔苏维涅
梅姆河畔苏维涅（法語：Souvigné-sur-Même，法語發音：[suviɲe syʁ mɛm]）是法国萨尔特省的一个市镇，属于马梅尔斯区。

## 地理
梅姆河畔苏维涅（48°13'11"N, 0°38'12"E）面积6.28 平方千米，位于法国卢瓦尔河地区大区萨尔特省，该省份为法国西北部内陆省份，北起顺时针与奥恩省、厄尔-卢瓦省、卢瓦-谢尔省、安德尔-卢瓦尔省、曼恩-卢瓦尔省和马耶讷省接壤，是法国大西部的入口，连接卢瓦尔河谷、布列塔尼和巴黎盆地。
与梅姆河畔苏维涅接壤的市镇（或旧市镇、城区）包括：貝爾納堡、普雷瓦勒、库德尔河畔圣日耳曼、阿沃泽、谢雷欧。

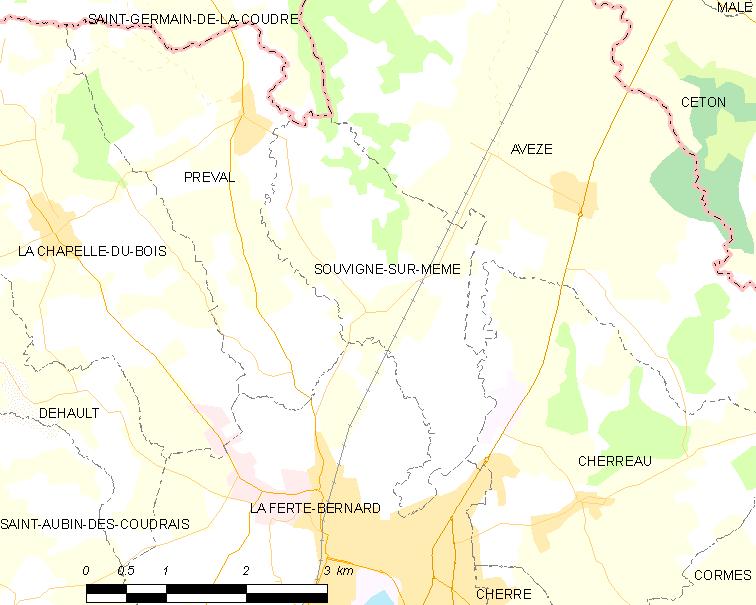
梅姆河畔苏维涅的OSM定位图

梅姆河畔苏维涅的时区为UTC+01:00、UTC+02:00（夏令时）。

## 行政
梅姆河畔苏维涅的邮政编码为72400，INSEE市镇编码为72342。

## 政治
梅姆河畔苏维涅所属的省级选区为贝尔纳堡县。

## 人口

1962-2008年间梅姆河畔苏维涅人口变化图示

梅姆河畔苏维涅于2022年1月1日时的人口数量为160人。